# Telmaturgus semarangensis
Telmaturgus semarangensis är en tvåvingeart som beskrevs av Jennifer L. Hollis 1964. Telmaturgus semarangensis ingår i släktet Telmaturgus och familjen styltflugor. Inga underarter finns listade i Catalogue of Life.